# Marchaijhitakaiya
Marchaijhitakaiya (nep. माची झिटकैहिया) – gaun wikas samiti w środkowej części Nepalu w strefie Dźanakpur w dystrykcie Dhanusa. Według nepalskiego spisu powszechnego z 2011 roku liczył on 1738 gospodarstw domowych i 9278 mieszkańców (4276 kobiet i 4552 mężczyzn).